# 大阪此花區柏青哥店縱火事件
大阪此花區柏青哥店縱火事件（日文：大阪此花区パチンコ店放火殺人事件，讀音：おおさかこのはなくパチンコてんほうかさつじんじけん）是發生在2009年（平成21年）7月5日大阪府大阪市此花區的縱火案；犯人在一間柏青哥店內放火，結果造成5人死亡。。

## 事件概要
2009年7月5日，在大阪市此花區四貫島1丁目、即阪神難波線千鳥橋站南側的商店街入口附近，一間名為「兒島建設大廈」（児島建設ビル）的住商混合大樓1樓的柏青哥店被人縱火。消防隊接報後雖隨即前往滅火，但店內仍幾乎全被燒毀。而在清理火場時，發現2名女性、1名男性客人與1名女性店員的焦屍，另有19人分別受到輕重傷（其中一名重傷者在同年8月7日不治，為第5名死者）。依據店員等人的證詞，當時有一名男子在現場潑灑汽油並點火後逃逸，因此大阪府警察立即以涉嫌現住建造物等放火罪、殺人罪 (日本)及殺人未遂等罪開始追緝犯人。
事件翌（6）日，一名男子T（代號）向山口縣警察岩國警察署自首並自白犯行，警方隨即將他逮捕。T供述會犯下此案是因為他向金融業者先後借貸了約200萬日元但卻無法償還，心情不佳所以才想縱火。

## 審判過程

### 第一審
T在被檢察官起訴曾作過精神鑑定，雖判定罹患思覺失調症，但仍具有責任能力。2011年9月2日本案選出參加審判的裁判員，同年月6日開始審判程序。同年10月17日，檢方對被告求處死刑，是日本採行裁判員制度以來的第12例。而辯護人（律師）則除了爭執T沒有責任能力外，也主張日本以絞殺方式執行死刑是違反憲法第36條「禁止公務員施行殘酷虐待的刑罰」的規定，因此宣判死刑是違憲的。在經過60天的審理之後，大阪地方裁判所在同年10月31日判處T死刑，是第10位經裁判員裁判後被判處死刑的被告。判決理由中除認定T在犯案當時有完全的責任能力外，也認定「即使以絞殺方式執行死刑是否為最妥適的方法容有爭議」，但死刑仍為合憲。

### 上訴審
T的律師雖然不服第一審判決並上訴至第二審，但大阪高等裁判所在2013年7月31日以T「在縱火前後並無異常的舉止，可以正確的辨識周遭情況並採取合理的行動」、「雖有妄想情形，但對判斷是非善惡並採取行動的能力並未有顯著的減退」為由，肯定被告有刑事責任能力，並維持第一審的死刑判決而將上訴駁回。T的律師仍然不服，並向最高裁判所（第三審）上訴。

### 第三審
2016年1月19日在第三審進行公開言詞辯論時，T的律師以「被告從案發開始迄今仍然有妄想症狀」為由，希圖讓T得免死刑。而檢方則表示「即使T有妄想症，對案件的影響也很小。（其惡行）只能處以極刑。」。同年2月23日、由5名法官組成的最高裁判所小法庭以「（被告T）刻意挑選柏青哥店生意較好的星期天縱火，是有計畫性的隨機殺人，手段極端殘酷，惡性十分重大。死者家屬也強烈要求處以極刑」為由，經全體一致同意駁回上訴，T遭判處死刑確定。另小法庭對於律師在審判中不斷爭執以絞殺方式執行死刑屬「憲法禁止之殘酷虐待刑罰」部分，亦認為「死刑制度本身及其執行方法均屬合憲已有先前判例可稽」而不予採取。T於案件確定後移監至大阪拘置所，本案是該拘置所管轄區域内第1件經裁判員裁判的死刑確定判決案件。迄今（2018年）T仍監禁中，尚未執行死刑。

## 備註
1. 1 2 3 4 5 6 7  . 47news. 共同通信社. 2009-07-06  [2018-11-27]. （原始内容存档于2009-07-09）.
2. ↑  . 47news. 共同通信社. 2009-08-07  [2015-10-15]. （原始内容存档于2013-08-03）.
3. ↑  . 47news. 共同通信社. 2009-07-07  [2015-10-15]. （原始内容存档于2010-11-02） （日语）. 已忽略未知参数|deadlinkdate= (帮助)
4. 1 2  . 47news. 共同通信社. 2009-12-03  [2015-10-15].[]
5. ↑  . 47news. 共同通信社. 2009-11-28  [2015-10-15].[]
6. 1 2  . 産経新聞. 2011-09-06  [2018-11-27]. （原始内容存档于2012-05-03）.
7. ↑  大阪のパチンコ店放火事件、死刑求刑 （页面存档备份，存于） 日本経済新聞 2011年10月17日
8. 1 2 3  . 日本経済新聞. 2011-10-31  [2015-10-15]. （原始内容存档于2018-06-16）.
9. ↑  . 日本経済新聞. 2013-07-31  [2015-10-15]. （原始内容存档于2018-06-16）.
10. ↑  大阪パチンコ店放火殺人で最高裁弁論 弁護側、死刑回避を主張 （页面存档备份，存于） 産経新聞 2016年1月19日
11. ↑  パチンコ店放火殺人、死刑確定へ 最高裁「計画的な無差別殺人で残酷」 （页面存档备份，存于） 産経新聞 2016年2月23日
12. ↑  5人殺害のパチンコ店放火、死刑確定へ 最高裁が上告棄却「計画的無差別殺人、責任は極めて重大」 （页面存档备份，存于） 産経新聞 2016年2月23日
13. 1 2  年報・死刑廃止編集委員会. . インパクト出版会. 2016-10-10: 236. ISBN 978-4755402692.

## 關連項目
- 死刑制度合憲判決事件
- 大阪個室ビデオ店放火事件
- 日本における収監中の死刑囚の一覧